# Vila Cortês do Mondego
Vila Cortês do Mondego es una freguesia portuguesa del concelho de Guarda, con 4,77 km² de superficie y 323 habitantes (2001). Su densidad de población es de 67,7 hab/km².